# Sylvain Grisot
Pour les articles homonymes, voir Grisot.
Sylvain Grisot est un urbaniste français.

## Formation et carrière
Sylvain Grisot est né en 1976 à Poissy. Il est diplômé en 1998 de Sciences Po Aix puis il obtient en 2004 un master d'urbanisme. 
En 2015 il fonde « dixit.net », une agence de conseil et d’innovation pour la transformation de la ville. Il s’engage dans des projets de construction de la ville sur la ville et accompagne les acteurs de la fabrique urbaine dans leur transition vers un urbanisme circulaire, alternative concrète à l’étalement urbain.

## Publications
- Fanny Gerbeaud, Sylvain Grisot, Caroline Motta, Lenka Sobotová, « Vu d'ailleurs : la fabrique populaires de la ville », revue Projet, Centre de recherche et d'action sociales (CERAS), 2015 (texte intégral sur HAL).
- Sylvain Grisot, Manifeste pour un urbanisme circulaire : Pour des alternatives concrètes à l'étalement de la ville, Rennes, Éditions Apogée, 2021, 248 p., 20 cm (ISBN 978-2843986925)
- Leconte Christine, Sylvain Grisot, Réparons la ville : Propositions pour nos villes et nos territoires, Rennes, Éditions Apogée, 2022, 96 p., 20 cm (ISBN 978-2-84398-725-0)
- Sylvain Grisot, Redirection urbaine : Sur les chantiers de l'adaptation de nos territoires, Rennes, Éditions Apogée, 2024, 255 p., 20 cm (ISBN 978-2843988110)